# Зграда Дома женског друштва у Пожаревцу
Зграда Дома женског друштва у Пожаревцу (данас Зграда Медицинске школе Пожаревац) настала је доградњом и адаптацијом првобитног Дома друштва и освећеног 1935. године.

## Пожаревачко женско друштво
Пожаревачко женско друштво као подружница Женског друштва почела је да ради 1878. године. У оквиру свог рада формирали
су око 1880. године Раденичку, касније Женску занатску школу са одељењима рубља, хаљина, вештачких радова и одељења за израду женских шешира, ћилимарску школу за израду пиротских ћилима, школу за трикотажу и привредно одељење за женску омладину. 
Школа је обновила свој рад после Првог светског рата, а због проширења школе и већег броја ученика јавила се потреба за новом зградом у коју би се сместила сва одељења школе. Школа је била смештена у неусловним просторијама у улици Александра Николајевића, (данас, Улица Лоле Рибара) тзв. „Петрикина школа”. 
Забележено је да је управа Пожаревачког женског друштва планирала оправку свог дома, као и да су 1934. године од Техничког одељења Градског поглаварства добили грађевинску дозволу за радове на проширењу на својој згради и подизање спрата. На досадашњој згради подигнут је спрат за оба одељења радничке школе. Зграда је подигнута у стилу српске модерне, према пројекту пожаревачког инжењера Светислава М. Симића. 